# Слободни гени
Слободни гени (неалелни гени) су гени смештени на различитим хромозомима и они се слободно комбинују при образовању генотипа потомака по Менделовим законима.